# Trochanteria gomezi
Espèce
Synonymes
- Oltacloea major Mello-Leitão, 1942

Trochanteria gomezi est une espèce d'araignées aranéomorphes de la famille des Trochanteriidae.

## Distribution
Cette espèce se rencontre en Argentine, au Brésil et au Paraguay,.

## Description
Le mâl décrit par Platnick en 1986 mesure 5,00 mm et la femelle 5,15 mm.

## Publication originale
- Canals, 1933 : Curiosa araña argentina del genero Trochanteria Karsch. Physis, vol. 11, p. 233-237.